# Плавание на летних Олимпийских играх 1948
Соревнования по плаванию на летних Олимпийских играх 1948 года проводились в Имперском бассейне как среди мужчин, так и среди женщин.

## Общий медальный зачёт
| Место | Страна         | Золото | Серебро | Бронза | Всего |
| ----- | -------------- | ------ | ------- | ------ | ----- |
| 1     | США            | 8      | 6       | 1      | 15    |
| 2     | Дания          | 2      | 2       | 0      | 4     |
| 3     | Нидерланды     | 1      | 0       | 2      | 3     |
| 4     | Австралия      | 0      | 2       | 2      | 4     |
| 5     | Венгрия        | 0      | 1       | 3      | 4     |
| 6     | Франция        | 0      | 0       | 2      | 2     |
| 7     | Великобритания | 0      | 0       | 1      | 1     |

## Медалисты

### Мужчины
| Дисциплина                        | Золото                                                       | Серебро                                                           | Бронза                                                             |
| --------------------------------- | ------------------------------------------------------------ | ----------------------------------------------------------------- | ------------------------------------------------------------------ |
| 100 м вольным стилем              | Уолтер Рис США                                               | Алан Форд США                                                     | Геза Кадаш Венгрия                                                 |
| 400 м вольным стилем              | Уильям Смит США                                              | Джеймс Маклейн США                                                | Джон Маршалл Австралия                                             |
| 1500 м вольным стилем             | Джеймс Маклейн США                                           | Джон Маршалл Австралия                                            | Дьёрдь Митро Венгрия                                               |
| 100 м на спине                    | Аллен Стэк США                                               | Роберт Коуэлл США                                                 | Жорж Валлере Франция                                               |
| 200 м брассом                     | Джо Вердьюр США                                              | Кит Картер США                                                    | Роберт Сол США                                                     |
| Эстафета 4 x 200 м вольным стилем | США · Уолтер Рис · Джеймс Маклейн · Уолли Вулф · Уильям Смит | Венгрия · Геза Кадаш · Дьёрдь Митро · Имре Ньеки · Элемер Сатмари | Франция · Жозеф Бернардо · Рене Корню · Анри Паду · Александр Жани |

### Женщины
| Дисциплина                      | Золото                                                            | Серебро                                                             | Бронза                                                                                            |
| ------------------------------- | ----------------------------------------------------------------- | ------------------------------------------------------------------- | ------------------------------------------------------------------------------------------------- |
| 100 м вольным стилем            | Грета Андерсен Дания                                              | Энн Кёртис США                                                      | Мари-Лауисе Линссен-Вассен Нидерланды                                                             |
| 400 м вольным стилем            | Энн Кёртис США                                                    | Карен Харуп Дания                                                   | Кэтрин Гибсон Великобритания                                                                      |
| 100 м на спине                  | Карен Харуп Дания                                                 | Сьюзан Циммерман США                                                | Джуди-Джой Дэвис Австралия                                                                        |
| 200 м брассом                   | Петронелла "Нел" ван Влиет Нидерланды                             | Беатрис Лайонс Австралия                                            | Эва Новак Венгрия                                                                                 |
| Эстафета 4×100 м вольным стилем | США · Мари Корридон · Тельма Калама · Бренда Хельсер · Энн Кёртис | Дания · Эва Риис · Карен Харуп · Грета Андерсен · Фритсе Карстенсен | Нидерланды · Ирма Хейтинг-Схумахер · Маргот Марсман · Мари-Лауисе Линссен-Вассен · Ханни Термёлен |